# 페리 수열
수론에서 페리 수열(영어: Farey sequence)은 0과 1, 그리고 그 사이에 있는 분모가 어떤 자연수 n 을 넘지 않는 기약진분수를 오름차순으로 나열한 수열을 말한다. 수학적으로 다음과 같이 정의할 수 있다.
- {\displaystyle F_{n}}: {\displaystyle 0\leq h\leq k\leq n}이고 {\displaystyle \gcd(h,k)=1}을 만족하는 {\displaystyle {\frac {h}{k}}}를 오름차순으로 나열한 수열

한편, 페리 수열을 페리 급수라고 부르기도 하지만, 엄밀히 말해서 페리 수열의 각 항은 수열의 합이 아니기 때문에 페리 급수라는 표현은 잘못된 표현이다.

## 성질

### 수열의 길이
n번째 페리 수열 {\displaystyle F_{n}}의 정의에 따라 {\displaystyle F_{n}}의 길이와 {\displaystyle F_{n+1}} 의 길이의 차이는, n+1보다 작으면서 동시에 n+1과 서로소인 자연수의 개수와 같다. 따라서 페리 수열의 길이에 관한 점화식은 오일러 피 함수를 이용해 다음과 같이 나타낼 수 있다.
- {\displaystyle |F_{n+1}|=|F_{n}|+\varphi (n+1)}

즉, {\displaystyle |F_{n}|}은 계차가 {\displaystyle \varphi (n)}인 계차수열이고 {\displaystyle |F_{1}|=2}이기 때문에, 시그마 기호를 사용하여 {\displaystyle |F_{n}|}의 일반항을 나타내면
- {\displaystyle |F_{n}|=1+\sum _{m=1}^{n}\varphi (m)}

### 이웃한 항
페리 수열 {\displaystyle F_{n}}의 연속된 두 항을 각각 순서대로 {\displaystyle h_{1}/k_{1},h_{2}/k_{2}} 라고 하면,
{\displaystyle k_{1}h_{2}-k_{2}h_{1}=1}
따라서 페리 수열의 연속된 두 항의 차는 각 항의 분모를 분모로 갖는 단위 분수의 곱으로 표현할 수 있다.
{\displaystyle {\frac {h_{2}}{k_{2}}}-{\frac {h_{1}}{k_{1}}}={\frac {k_{1}h_{2}-k_{2}h_{1}}{k_{1}k_{2}}}={\frac {1}{k_{1}k_{2}}}}
연속된 세 항을 차례대로 {\displaystyle h_{1}/k_{1},h_{2}/k_{2},h_{3}/k_{3}} 라고 할 경우,
{\displaystyle {\frac {h_{2}}{k_{2}}}={\frac {h_{1}+h_{3}}{k_{1}+k_{3}}}}
이 두 성질은 사실 각각 다른 성질이 아니라 서로를 함축하고 있다.
{\displaystyle h_{1}/k_{1},h_{2}/k_{2},h_{3}/k_{3}}가 연속하는 페리 수열의 세 항일 때 {\displaystyle h_{1}/k_{1},h_{2}/k_{2}}와 {\displaystyle h_{2}/k_{2},h_{3}/k_{3}}는 각각이 페리 수열의 연속하는 두 항이므로
{\displaystyle k_{1}h_{2}-k_{2}h_{1}=1} ... (1)
{\displaystyle k_{2}h_{3}-k_{3}h_{2}=1} ... (2)
(1){\displaystyle \times h_{3}}{\displaystyle +}(2){\displaystyle \times h_{1}}와 (1){\displaystyle \times k_{3}}{\displaystyle +}(2){\displaystyle \times k_{1}}를 각각 계산하여 정리하면
{\displaystyle h_{1}+h_{3}=h_{2}(k_{1}h_{3}-h_{1}k_{3})}
{\displaystyle k_{1}+k_{3}=k_{2}(k_{1}h_{3}-h_{1}k_{3})}
따라서,
{\displaystyle {\frac {h_{1}+h_{3}}{k_{1}+k_{3}}}={\frac {h_{2}(k_{1}h_{3}-h_{1}k_{3})}{k_{2}(k_{1}h_{3}-h_{1}k_{3})}}={\frac {h_{2}}{k_{2}}}}
물론, 후자의 성질에서 전자의 성질을 유도하는 것 역시 가능하다.
한편, 페리 수열의 인접한 두 항 {\displaystyle h_{1}/k_{1},h_{2}/k_{2}}의 중앙값
{\displaystyle {\frac {h_{1}+h_{2}}{k_{1}+k_{2}}}}
의 분모 {\displaystyle k_{1}+k_{2}}는 항상 {\displaystyle n}보다 크다.
{\displaystyle k_{1}+k_{2}>n}
또한 인접한 두 항의 중앙값은 {\displaystyle k_{1}+k_{2}}번 째 페리 수열 {\displaystyle F_{k_{1}+k_{2}}}에 처음 등장하며, 이 값은 항상 구간
{\displaystyle \left({\frac {h_{1}}{k_{1}}},{\frac {h_{2}}{k_{2}}}\right)}
사이에 존재하게 된다.

## 표
n=1…8까지의 페리 수열은 다음과 같다.
F1 = {0/1, 1/1}
F2 = {0/1, 1/2, 1/1}
F3 = {0/1, 1/3, 1/2, 2/3, 1/1}
F4 = {0/1, 1/4, 1/3, 1/2, 2/3, 3/4, 1/1}
F5 = {0/1, 1/5, 1/4, 1/3, 2/5, 1/2, 3/5, 2/3, 3/4, 4/5, 1/1}
F6 = {0/1, 1/6, 1/5, 1/4, 1/3, 2/5, 1/2, 3/5, 2/3, 3/4, 4/5, 5/6, 1/1}
F7 = {0/1, 1/7, 1/6, 1/5, 1/4, 2/7, 1/3, 2/5, 3/7, 1/2, 4/7, 3/5, 2/3, 5/7, 3/4, 4/5, 5/6, 6/7, 1/1}
F8 = {0/1, 1/8, 1/7, 1/6, 1/5, 1/4, 2/7, 1/3, 3/8, 2/5, 3/7, 1/2, 4/7, 3/5, 5/8, 2/3, 5/7, 3/4, 4/5, 5/6, 6/7, 7/8, 1/1}

## 역사
1802년에 프랑스의 기하학자 샤를 아로(영어: Charles Haros)가 도입하였다. 이후 1816년에 영국의 지질학자 존 페리 1세(영어: John Farey, Sr.)가 이 수열을 재발견하였고, 이에 대한 추측을 발표하였다. 이 추측은 곧 오귀스탱 루이 코시가 증명하였다.

## 참고 문헌
1. ↑  Hardy, G. H.; E. M. Wright (2008). 《An Introduction to the Theory of Numbers》 6판. Oxford University Press. ISBN 0-19-853171-0.

## 같이 보기
- 하디-리틀우드 원 방법